# Humersberg
Humersberg ist ein Gemeindeteil von Altomünster im oberbayerischen Landkreis Dachau. Am 1. Januar 1976 kam der Weiler Humersberg als Ortsteil von Oberzeitlbach zu Altomünster.

## Geschichte
Um 1260 erscheint der Ort als „Humbrehtesperge“ erstmals im Güterverzeichnis des Klosters Altomünster.

## Sehenswürdigkeiten
- Marienkapelle, erbaut im 19. Jahrhundert